# Ліліана Левінська
Ліліана Левінська (англ. Liliana Lewińska; нар. 2 листопада 2008, Вроцлав) — польська гімнастка, що виступає в індивідуальній першості. Перша в історії Польщі дворазова чемпіонка світу серед юніорів. Призерка чемпіонату Європи.

## Спортивна кар'єра

### 2024
В статусі дворазової чемпіонки світу серед юніорів дебютувала на чемпіонаті Європи, як головна претендентка останньої серед європейських гімнасток ліцензії на Олімпійські ігри в Парижі, Франція. Однак у кваліфікаційному раунді, за результатом якого встановлювалась володарка олімпійської ліцензії, неочікувано вище місце серед некваліфікованих на Ігри гімнасток посіла російська гімнастка Вера Туголукова, яка представляла Кіпр, що викликало обурення суддівством федерації гімнастики Польщі та спортивної громадськості.

## Результати на турнірах
| Рік                | Змагання                   | Команда | АП |   |   |   |   |
| ------------------ | -------------------------- | ------- | -- | - | - | - | - |
| Юніорські змагання |                            |         |    |   |   |   |   |
| 2022               | Чемпіонат Європи           |         |    | 2 | 4 | 2 | 3 |
| 2023               | Юніорський чемпіонат світу |         |    |   | 4 | 1 | 1 |
| Дорослі змагання   |                            |         |    |   |   |   |   |
| 2024               | Чемпіонат Європи           | 7       | 10 |   |   | 2 |   |
| 2024               | Кубок світу. Мілан         |         | 10 |   |   | 6 |   |
| 2025               | Гран-прі. Марбелья         |         | 4  | 3 | 9 | 4 | 4 |